# 克羅埃西亞本部

克羅埃西亞本部

克羅埃西亞本部是指克羅埃西亞國內在歷史上曾受哈布斯堡君主國統治的地區，其中不含伊斯特里亞、斯拉沃尼亞和達爾馬提亞的地區。現在克羅埃西亞本部佔克羅埃西亞全國面積的三成。這裡居住有約216萬人口，是克羅埃西亞總人口的一半。